# Brug 1552
Brug 1552 is een kunstwerk in het Amsterdamse Bos. Het Amsterdamse Bos ligt op de terreinen van de gemeente Amstelveen, maar de gemeente Amsterdam voert het beheer.
Midden jaren negentig werd een deel van het Amsterdamse Bos afgehaald. De gemeente Amsterdam wilde graag het ABN AMRO-hoofdkantoor laten bouwen aan de zuidkant van de Rijksweg 10/Ringweg-Zuid ter hoogte van Station Amsterdam Zuid. Er vond daar een concentratie van kantoren plaats en de ABN AMRO zou daar bij passen. Het zou zich later ontwikkelen tot de Zuidas. Echter op het terrein waar het hoofdkantoor zou moeten komen lagen de tennisvelden van Tennisvereniging Amstelpark. Er werd aangedrongen op een verhuizing van dat tennispark naar een deel van de zogenaamde Vietnamweide, een zanderige strook aan de noordoostkant van het Amsterdamse Bos, dat door de wind was omgetoverd tot een soort duingebied. Het had behoorlijk veel voeten in aarde want er moesten te veel bomen gekapt worden, vonden omwonenden. Ook andere klachten werden ingediend bij de gemeente, zodat rechtszaken de bouw stil legden. Uiteindelijk sprak de Raad van State zich positief uit over het wijzigen van de bestemming van de terreinen. Een van de argumenten was daarbij dat de Vietnamweide geen deel had uitgemaakt van het oorspronkelijke Boschplan en dat slechts een deel van de weide bij het tenniscentrum in gebruik zou worden genomen.
De vestiging had tot gevolg dat ook de verkeerssituatie moest worden aangepast. Er kwam een voet/fietsverbinding over de Hoornsloot tussen de Jachthavenweg en de ingang bij brug 501. De brug werd aangelegd door het Gemeentelijk Grondbedrijf. Het werd een smalle verkeersbrug gebouwd met grof betonnen borstweringen. Ze staat op betonnen heipalen, die tevens de betonnen jukken dragen. Daarover liggen houten of stalen liggers die het houten wegdek dragen.
Ten oosten van de brug ligt een spoorbrug, die al dateert uit de tijd van de Spoorlijn Aalsmeer - Amsterdam Willemspark. De versie die er in de 21e eeuw ligt is gebouwd in 1954, toen de verkeersstromen hier anders kwamen te liggen in verband met de oplevering van brug 501, tien meter ten zuidoosten van deze spoorbrug. De plaatselijk gelegen Hoornsloot moest omgelegd worden, inclusief nieuwe spoorbrug. De spoorbrug is in 1954 ontworpen door Dick Slebos van de Dienst der Publieke Werken, die tal van andere bruggen in de stad ontwierp. Vermoedelijk is de bovenbouw van de brug daarna nog een keer vernieuwd, maar de onderbouw is ongewijzigd. Een trein rijdt er al tijden niet meer over, ze draagt sinds 1981 de Electrische Museumtramlijn Amsterdam over de Hoornsloot.
Ten zuiden van beide bruggen staat het beeld Stedenmaagd. 

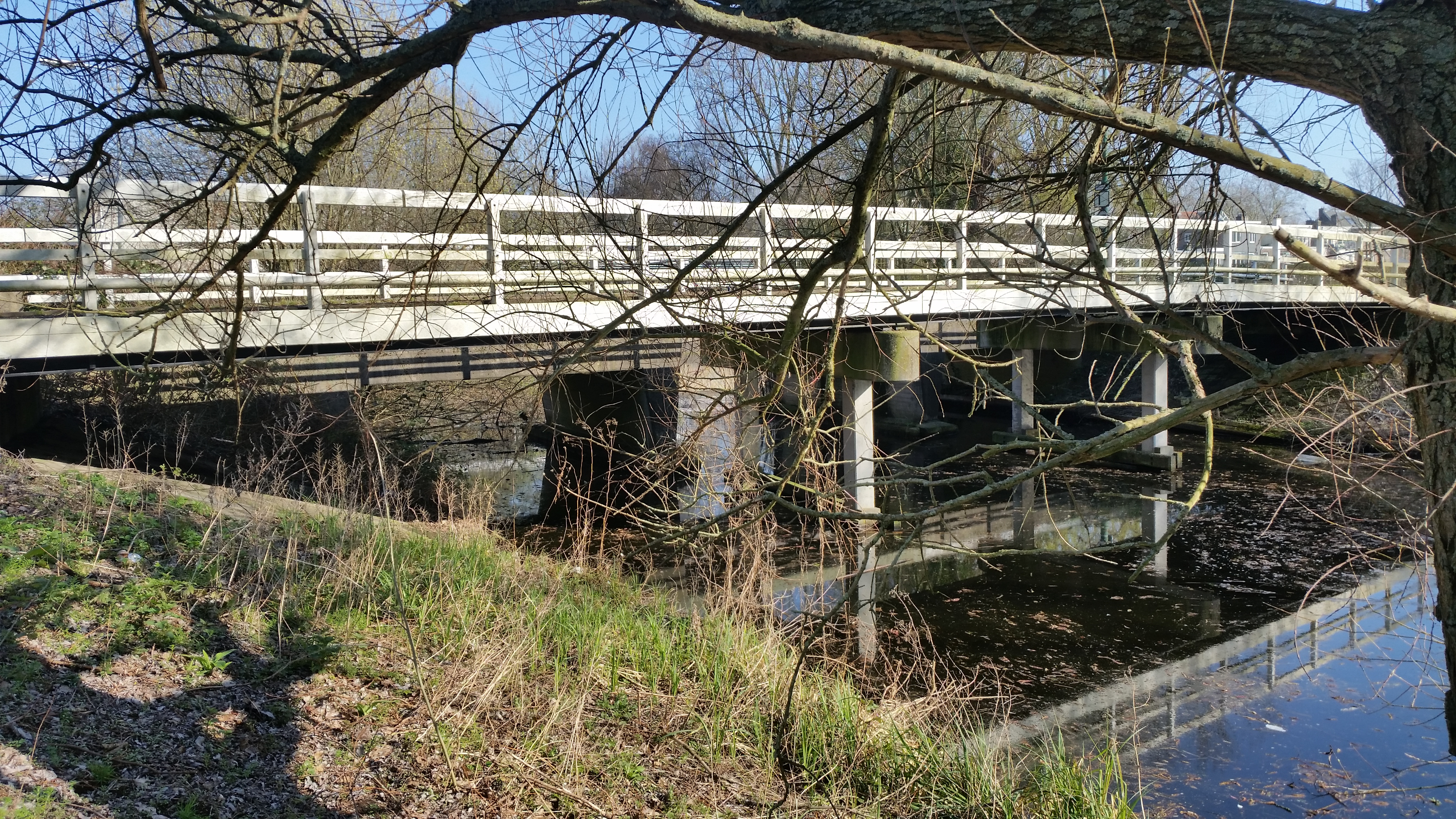
Verkeersbrug (maart 2019)

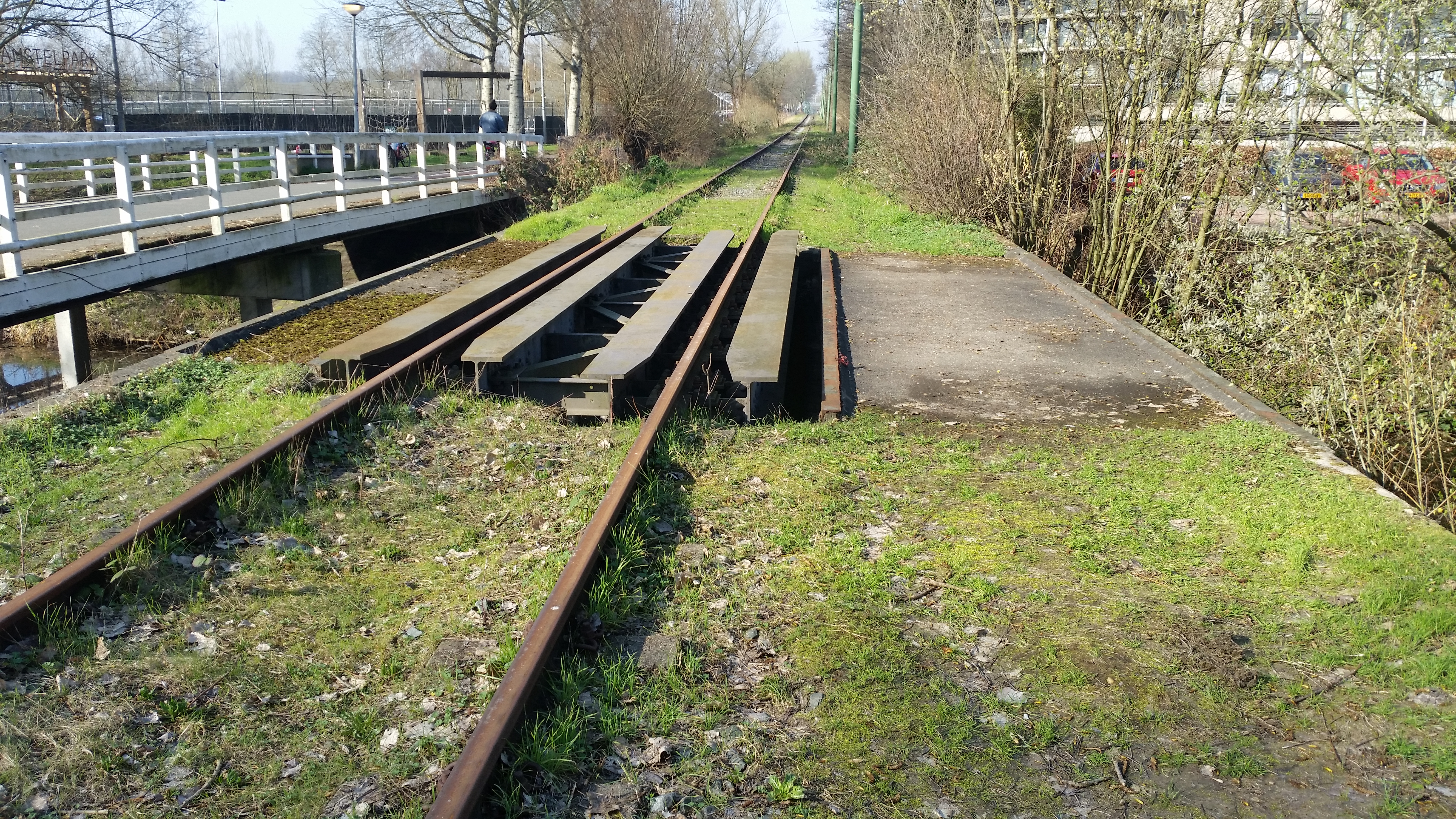
Spoorbrug (maart 2019)